# Edward W. Cooch
Edward Webb Cooch, Sr. (* 17. Januar 1876 bei Newark, Delaware; † 22. November 1964 in Delaware) war ein US-amerikanischer Politiker. Zwischen 1937 und 1941 war er Vizegouverneur des Bundesstaates Delaware.
Über die Jugend und Schulausbildung von Edward Cooch ist nichts überliefert. Später war er unter anderem literarisch tätig. Er veröffentlichte verschiedene Bücher vor allem über historische Themen. Politisch war er Mitglied der Demokratischen Partei. 1936 wurde er an der Seite von Richard C. McMullen zum Vizegouverneur von Delaware gewählt. Dieses Amt bekleidete er von 1937 bis 1941. Dabei war er Stellvertreter des Gouverneurs und Vorsitzender des Staatssenats.
Mit seiner Frau Eleanor Bedford Cooch (1883–1969) hatte er zwei Söhne. Er starb am 22. November 1964 und wurde in seinem Heimatort Newark beigesetzt.